# شهرداری استراسا
شهرداری استراسا (به لاتین: Municipality of Straža) یک منطقهٔ مسکونی در اسلوونی است که در اسلوونی واقع شده‌است. شهرداری استراسا ۳٬۶۶۱ نفر جمعیت دارد.